# جون هيويت
جون هيويت (بالإنجليزية: Jon Hewitt)‏ هو مخرج أسترالي، ولد في 1959 في وودونغا في أستراليا.

## وصلات خارجية
- جون هيويت على موقع IMDb (الإنجليزية)
- جون هيويت على موقع ألو سيني (الفرنسية)
- جون هيويت على موقع أول موفي (الإنجليزية)
- جون هيويت على موقع قاعدة بيانات الفيلم (الإنجليزية)
- جون هيويت على موقع كينوبويسك (الروسية)